# 南山区 (鹤岗市)
南山区是黑龙江省鹤岗市下辖的一个市辖区。位于鹤岗市中南部。面积25平方公里。區人民政府駐鐵西街道南山路10号。

## 行政区划
南山区下辖6个街道办事处：
铁西街道、铁东街道、六号街道、大陆街道、富力街道和麓林山街道。

## 人口
根据(黑龙江省)2020年鹤岗市第七次全国人口普查主要数据公报显示：南山区常住人口为119662人。
2018年末户籍人口为118854人。